# カマル・ウスマン
カマル・ウスマン（Kamaru Usman、1987年5月11日 - ）は、ナイジェリアの男性総合格闘家。エド州アウチ出身。アメリカ合衆国フロリダ州在住。ONXスポーツ所属。元UFC世界ウェルター級王者。UFC世界ウェルター級ランキング5位。The Ultimate Fighter 21優勝。アフリカ出身者及びナイジェリア人史上初のUFC世界王者。

## 来歴
ナイジェリアのアウチで生まれベニンシティで育つ。父親はナイジェリア陸軍の少佐であり、母親は教師であった。2歳の時に父親が薬学の勉強のためにアメリカ合衆国へ渡り、8歳の時に家族でアメリカ合衆国に移住した。高校からレスリングを始め、高校時代には後のUFC世界ライトヘビー級王者ジョン・ジョーンズとの対戦経験がある。進学したネブラスカ大学カーニー校ではNCAAディビジョン2で1度優勝し、オールアメリカンに3度選出され44勝1敗の記録を残した。卒業後はフリースタイルでのオリンピック出場を目指して、オリンピック・トレーニング・センターでトレーニングを続け、2010年には世界大学選手権のアメリカ代表に選ばれたが、怪我でオリンピック代表選考会に出場できなかったことで総合格闘技転向を決め、2012年11月に総合格闘技デビュー。

### The Ultimate Fighter
2015年2月、リアリティ番組「The Ultimate Fighter」のシーズン21に、ブラックジリアンズチームとして出場。。ウェルター級トーナメント1回戦でマイケル・グレイブスと対戦し、2-0の判定勝ち。準決勝でスティーブ・カールと対戦し、3-0の判定勝ちを収め決勝に進出した。
2015年7月12日、The Ultimate Fighter 21 Finaleで行われたウェルター級トーナメント決勝でヘイダー・ハッサンと対戦し、肩固めで2R一本勝ち。トーナメント優勝を果たし、パフォーマンス・オブ・ザ・ナイトを受賞した。

### UFC
2015年12月19日、UFC本戦初出場となったUFC on FOX 17でレオン・エドワーズと対戦。6度のテイクダウンを奪い、グラウンドで圧倒して3-0の判定勝ち。
2017年4月8日、UFC 210でショーン・ストリックランドと対戦し、3-0の判定勝ち。
2018年1月14日、UFC Fight Night: Stephens vs. Choiでエミル・ミークと対戦し、8度のテイクダウンを奪い3-0の判定勝ち。盛り上がりに欠ける堅実な試合内容となったが、試合後のインタビューで「本来の30%の力しか出していない」と発言し、UFC代表のダナ・ホワイトから批判された。
2018年5月19日、UFC Fight Night: Maia vs. Usmanでウェルター級ランキング5位のデミアン・マイアと対戦。マイアが15度にわたって試みたテイクダウンを全て切り、右ストレートでダウンを奪うなど圧倒して3-0の5R判定勝ち。
2018年11月30日、The Ultimate Fighter: Heavy Hitters Finaleでウェルター級ランキング3位のハファエル・ドス・アンジョスと対戦し、テイクダウンを12度奪うなど圧倒して3-0の5R判定勝ち。パフォーマンス・オブ・ザ・ナイトを受賞した。

#### UFC世界王座獲得
2019年3月2日、UFC 235のUFC世界ウェルター級タイトルマッチで王者タイロン・ウッドリーに挑戦。クリンチでケージに押し込みつつボディへのパンチや膝蹴りでダメージを蓄積させ、テイクダウンも2度奪うなど圧倒し、ジャッジ3者が3-0（50-44、50-44、50-45）を付ける内容で大差の5R判定勝ち。王座獲得に成功し、アフリカ出身者及びナイジェリア人史上初のUFC世界王者となった。
2019年3月3日、UFC 235の試合後にカジノのビュッフェの列に並んでいたコルビー・コヴィントンにマネージャーのアリ・アブデルアジズと共に口論を仕掛け小競り合いを起こした。
2019年12月14日、UFC 245のUFC世界ウェルター級タイトルマッチでウェルター級ランキング2位の挑戦者コルビー・コヴィントンと対戦。序盤から互角の激しい打撃戦を繰り広げ、3R終了直前に右ストレートでコヴィントンの顎を折るダメージを与えると、5R終盤に右ストレートでダウンを奪い追撃のパウンドでTKO勝ち。王座の初防衛に成功し、ファイト・オブ・ザ・ナイトを受賞した。
2020年1月30日、マイアミで開催されたスーパーボウルのイベントにて、偶然そこに居合わせたホルヘ・マスヴィダルと舌戦を繰り広げ、一触即発の事態となった。
2020年7月11日、UFC 251のUFC世界ウェルター級タイトルマッチでウェルター級ランキング3位の挑戦者ホルヘ・マスヴィダルと対戦し、クリンチとグラウンドで終始圧倒して3-0（50-45、50-45、49-46）の5R判定勝ち。2度目の王座防衛に成功した。当初は同大会でウェルター級ランキング1位のギルバート・バーンズと対戦予定であったが、バーンズが新型コロナウイルスに感染し欠場を余儀なくされたため、大会6日前のオファーを受けたマスヴィダルがウスマンと対戦することとなった。
2021年2月13日、UFC 258のUFC世界ウェルター級タイトルマッチでウェルター級ランキング1位の挑戦者ギルバート・バーンズと対戦。2Rに右ストレートでダウンを奪うと、3Rにはサウスポースタンスから右ジャブでダウンを奪い追撃のパウンドでTKO勝ち。3度目の王座防衛に成功し、パフォーマンス・オブ・ザ・ナイトを受賞した。なお、この勝利で13連勝となり、ジョルジュ・サンピエールが保持していたUFCウェルター級最長連勝記録の12連勝を更新した。なお、ウスマンとバーンズはサンフォードMMAのチームメイトであったため、ウスマンはこの試合のトレーニングはサンフォードMMAでは行わず、トレバー・ウィットマンの下でトレーニングを行った。
2021年4月24日、UFC 261のUFC世界ウェルター級タイトルマッチでウェルター級ランキング4位の挑戦者ホルヘ・マスヴィダルと再戦し、2Rに右ストレートでダウンを奪い追撃のパウンドでKO勝ち。4度目の王座防衛に成功し、パフォーマンス・オブ・ザ・ナイトを受賞した。なお、この勝利によりアンデウソン・シウバの保持するUFC史上最長連勝記録の16連勝に次ぐ歴代2位の14連勝となった。
2021年11月6日、UFC 268のUFC世界ウェルター級タイトルマッチでウェルター級ランキング1位の挑戦者コルビー・コヴィントンと再戦。2Rに左フックで2度ダウンを奪い、3-0（48-47、48-47、49-46）の5R判定勝ち。5度目の王座防衛に成功した。試合直後には、長年に渡って因縁のあったコヴィントンと握手を交わし敬意を表した。
2022年8月20日、UFC 278のUFC世界ウェルター級タイトルマッチでウェルター級ランキング2位の挑戦者レオン・エドワーズと再戦。1Rにキャリア初のテイクダウンを奪われ、2Rからはテイクダウンとグラウンドの攻防で圧倒するも、5R終盤に左ハイキックで逆転のKO負け。王座から陥落し、キャリア2戦目以来、約9年ぶりの黒星となった。また、UFCでの無敗連勝記録は15でストップした。
2023年3月18日、UFC 286のUFC世界ウェルター級タイトルマッチで王者レオン・エドワーズとラバーマッチを行う。3Rにエドワーズがウスマンのテイクダウンを防いだ際に金網を掴んで1ポイント減点されるものの、0-2（46-48、46-48、47-47）の5R判定負け。王座奪還に失敗した。なお、この大会の入場料収入は700万ポンド（約11億7230万円）を記録し、大会が行われたO2アリーナの入場料収入最高記録を樹立した。
2023年10月21日、UFC 294でウェルター級ランキング4位のカムザット・チマエフとミドル級契約で対戦。1Rをグラウンドで圧倒され、2Rと3Rはスタンドの攻防で善戦するも僅差で0-2の判定負け。当初はパウロ・コスタがチマエフと対戦予定であったが、コスタが右肘にブドウ球菌感染症を負い試合の数週間前に手術を受けて欠場したため、ジャレッド・キャノニアに代役のオファーが出され一旦はキャノニアで決定するも、キャノニアも負傷したため欠場となり、ウスマンが数カ月前のUFCとのミーティングでチマエフを最も対戦したい相手としてUFCに伝えていたとことからウスマンが次の候補となり、ウスマン側が出した、チマエフ対ウスマンの勝者が次の試合でミドル級王者のショーン・ストリックランドに挑戦するという条件をUFCが承諾したことで、ウスマンの緊急出場が決定した。

## ファイトスタイル
長いリーチから繰り出される伸びのある打撃と、フィジカルの強さとテクニックを生かしたケージレスリングを得意としており、クリンチスローやスラムなどのテイクダウン技術はUFCでトップレベルである。また、5Rをフルに動き続ける無尽蔵のスタミナも併せ持ち、しつこいケージレスリングとトップコントロールで相手の得意分野を完全に封じ込め、終始持ち味を潰すクレバーなスタイルを信条としている。さらに、89%の高いテイクダウンディフェンス率を誇る。

## 人物・エピソード
- ニックネームの「ザ・ナイジェリアン・ナイトメア」（The Nigerian Nightmare）は、同じナイジェリア人である元NFLスター選手のクリスチャン・オコエが使用していたニックネームであるが、オコエからニックネームを継承する許可を得ており、ウスマンが王座を獲得したUFC 235にもオコエは観戦に訪れている[29]。
- もう一つのニックネーム「マーティー」（Marty）は、高校時代のレスリングコーチから、ウスマンのファーストネームの「カマルディーン」（Kamarudeen）の発音が難しかったため付けられたものである[30]。
- UFCのコメンテーターや解説者を務めている[31]。UFC on ESPN: Covington vs. Lawlerでコメンテーターを務めた際には、同大会に出場したコルビー・コヴィントンと舌戦を繰り広げた[32]。
- ウスマンと同じナイジェリア出身であるUFC世界ミドル級王者のイスラエル・アデサンヤと親交が深く、お互いに対戦しないことを約束している。また、ナイジェリアに隣接するカメルーン出身であるUFC世界ヘビー級王者のフランシス・ガヌーとも親交が深く、ガヌーがスティーペ・ミオシッチ（UFC 260）、ジュニオール・ドス・サントス、シリル・ガーヌと対戦した際にはウスマンがセコンドに就き、ウスマンがホルヘ・マスヴィダル（UFC 261）と対戦した際にはガヌーがセコンドに就いた[33]。
- 同じく総合格闘家でThe Ultimate Fighter 30ヘビー級トーナメント優勝者のモハメド・ウスマンは実弟[34]、実兄のカッシュ・ウスマンは薬学博士である。
- ブラジル人のガールフレンドとの間に娘がいる。
- 父親のモハメド・ナシル・ウスマンは経営していた民間救急サービス会社における不正請求や医療詐欺など14件の罪で2010年5月に有罪判決を受け、2021年2月にシーゴビル連邦矯正施設から釈放されているが、ウスマンは罪は父親が会社で雇っていた救急医療隊員達が犯したもので、救急医療隊員達も罪を認めたが、経営者だった父親が罪を被ることになったとアメリカの司法制度を非難している[35]。
- シーゴビル連邦矯正施設では施設内に6台のテレビがあったが、ウスマンが試合をする日はすべてのテレビのチャンネルがUFCの放送に合わせられ、施設には利用者が一定の騒音レベルを超える歓声を上げたら直ちに視聴終了、深夜0時以降は視聴禁止などの規則があったが、ウスマンが試合をする日に限っては刑務官がそれらの規則違反には目を瞑っていたという。また、施設ではペイ・パー・ビューを利用できないので、ウスマンはUFCにタイトルマッチまでは自身の試合をペイ・パー・ビュー大会で組まないように頼んでいた[36]。
- 父親はウスマンが2歳の時に薬学を勉強するためにアメリカ合衆国に渡り、家族でアメリカ合衆国へ移住するまで約6年間一度もナイジェリアに帰国できなかったので、家族に送金や手紙などを送っていたが、ある年にスーパーファミコンを送ったもののウスマンの自宅にはまだ電気が通っていなかったために暫くの間は遊ぶことが出来なかった[36]。

## 戦績

### 総合格闘技
| 総合格闘技 戦績 | 総合格闘技 戦績 | 総合格闘技 戦績 | 総合格闘技 戦績 | 総合格闘技 戦績 | 総合格闘技 戦績 | 総合格闘技 戦績 |
| --------------- | --------------- | --------------- | --------------- | --------------- | --------------- | --------------- |
| 25 試合         | (T)KO           | 一本            | 判定            | その他          | 引き分け        | 無効試合        |
| 21 勝           | 9               | 1               | 11              | 0               | 0               | 0               |
| 4 敗            | 1               | 1               | 2               | 0               | 0               | 0               |

| 勝敗 | 対戦相手                     | 試合結果                             | 大会名                                                               | 開催年月日     |
| ○    | ホアキン・バックリー         | 5分5R終了 判定3-0                    | UFC on ESPN 69: Usman vs. Buckley                                    | 2025年6月14日  |
| ×    | カムザット・チマエフ         | 5分3R終了 判定0-2                    | UFC 294: Makhachev vs. Volkanovski 2                                 | 2023年10月21日 |
| ×    | レオン・エドワーズ           | 5分5R終了 判定0-2                    | UFC 286: Edwards vs. Usman 3 【UFC世界ウェルター級タイトルマッチ】   | 2023年3月18日  |
| ×    | レオン・エドワーズ           | 5R 4:04 KO（左ハイキック）           | UFC 278: Usman vs. Edwards 2 【UFC世界ウェルター級タイトルマッチ】   | 2022年8月20日  |
| ○    | コルビー・コヴィントン       | 5分5R終了 判定3-0                    | UFC 268: Usman vs. Covington 2 【UFC世界ウェルター級タイトルマッチ】 | 2021年11月6日  |
| ○    | ホルヘ・マスヴィダル         | 2R 1:02 KO（右ストレート→パウンド）  | UFC 261: Usman vs. Masvidal 2 【UFC世界ウェルター級タイトルマッチ】  | 2021年4月24日  |
| ○    | ギルバート・バーンズ         | 3R 0:34 TKO（右ジャブ→パウンド）     | UFC 258: Usman vs. Burns 【UFC世界ウェルター級タイトルマッチ】       | 2021年2月13日  |
| ○    | ホルヘ・マスヴィダル         | 5分5R終了 判定3-0                    | UFC 251: Usman vs. Masvidal 【UFC世界ウェルター級タイトルマッチ】    | 2020年7月11日  |
| ○    | コルビー・コヴィントン       | 5R 4:10 TKO（右ストレート→パウンド） | UFC 245: Usman vs. Covington 【UFC世界ウェルター級タイトルマッチ】   | 2019年12月14日 |
| ○    | タイロン・ウッドリー         | 5分5R終了 判定3-0                    | UFC 235: Jones vs. Smith 【UFC世界ウェルター級タイトルマッチ】       | 2019年3月2日   |
| ○    | ハファエル・ドス・アンジョス | 5分5R終了 判定3-0                    | The Ultimate Fighter: Heavy Hitters Finale                           | 2018年11月30日 |
| ○    | デミアン・マイア             | 5分5R終了 判定3-0                    | UFC Fight Night: Maia vs. Usman                                      | 2018年5月19日  |
| ○    | エミル・ミーク               | 5分3R終了 判定3-0                    | UFC Fight Night: Stephens vs. Choi                                   | 2018年1月14日  |
| ○    | セルジオ・モラエス           | 1R 2:48 KO（右ストレート）           | UFC Fight Night: Rockhold vs. Branch                                 | 2017年9月16日  |
| ○    | ショーン・ストリックランド   | 5分3R終了 判定3-0                    | UFC 210: Cormier vs. Johnson 2                                       | 2017年4月8日   |
| ○    | ワーレイ・アウヴェス         | 5分3R終了 判定3-0                    | UFC Fight Night: Bader vs. Nogueira 2                                | 2016年11月19日 |
| ○    | アレクサンドル・ヤコヴレフ   | 5分3R終了 判定3-0                    | UFC on FOX 20: Holm vs. Shevchenko                                   | 2016年7月23日  |
| ○    | レオン・エドワーズ           | 5分3R終了 判定3-0                    | UFC on FOX 17: dos Anjos vs. Cowboy 2                                | 2015年12月19日 |
| ○    | ヘイダー・ハッサン           | 2R 1:19 肩固め                       | The Ultimate Fighter 21 Finale 【ウェルター級トーナメント 決勝】     | 2015年7月12日  |
| ○    | マーカス・ヒックス           | 2R 5:00 TKO（パンチ連打）            | Legacy Fighting Championship 33                                      | 2014年7月18日  |
| ○    | レニー・ロバト               | 3R 1:04 TKO（パンチ連打）            | Legacy Fighting Championship 30                                      | 2014年4月4日   |
| ○    | スティーブン・ロドリゲス     | 1R 1:31 TKO（パンチ連打）            | Legacy Fighting Championship 27                                      | 2014年1月31日  |
| ○    | ラシッド・アブドラ           | 1R 3:49 TKO（パンチ連打）            | Victory Fighting Championship 41                                     | 2013年12月14日 |
| ×    | ホセ・カサレス               | 1R 3:47 リアネイキドチョーク         | CFA 11: Kyle vs. Wiuff                                               | 2013年5月24日  |
| ○    | デイヴィッド・グローバー     | 2R 4:50 TKO（パンチ連打）            | RFA 5: Downing vs. Rinaldi                                           | 2012年11月30日 |

### 総合格闘技エキシビション
| 勝敗 | 対戦相手             | 試合結果          | 大会名                                                   | 開催年月日    |
| ○    | スティーブ・カール   | 5分2R終了 判定3-0 | The Ultimate Fighter: American Top Team vs. Blackzilians | 2015年6月17日 |
| ○    | マイケル・グレイヴス | 5分2R終了 判定2-0 | The Ultimate Fighter: American Top Team vs. Blackzilians | 2015年4月22日 |

## 獲得タイトル
- The Ultimate Fighter 21 ウェルター級トーナメント 優勝（2015年）
- 第12代UFC世界ウェルター級王座（2019年）

## 表彰
- レスリング NCAAディビジョン2 王者（2010年）
- レスリング NCAAディビジョン2 オールアメリカン（2008年、2009年、2010年）
- UFC
  - UFC ファイト・オブ・ザ・ナイト（1回）
  - UFC パフォーマンス・オブ・ザ・ナイト（4回）
  - UFC ファイター・オブ・ザ・イヤー（2021年）
  - UFC ノックアウト・オブ・ザ・イヤー（2021年/ホルヘ・マスヴィダル戦）[37]
- World MMA Awards
  - ファイター・オブ・ザ・イヤー（2021年）
- MMA Fighting
  - ファイター・オブ・ザ・イヤー（2021年）
  - ノックアウト・オブ・ザ・イヤー（2021年/ホルヘ・マスヴィダル戦）
- ESPN
  - ファイター・オブ・ザ・イヤー（2021年）
- Bleacher Report
  - ファイター・オブ・ザ・イヤー（2021年）
- Yahoo! Sports
  - ファイター・オブ・ザ・イヤー（2021年）
- CBS Sports
  - ファイター・オブ・ザ・イヤー（2021年）
- BT Sport
  - ファイター・オブ・ザ・イヤー（2021年）

## ペイ・パー・ビュー販売件数
| 開催年月日    | イベント                                               | 販売件数 | 備考         |
| ------------- | ------------------------------------------------------ | -------- | ------------ |
| 2022年8月20日 | UFC 278: カマル・ウスマン vs. レオン・エドワーズ 2     | 36万件   | ESPN+        |
| 2021年11月6日 | UFC 268: カマル・ウスマン vs. コルビー・コヴィントン 2 | 70万件   | ESPN+ 米国内 |
| 2021年4月24日 | UFC 261: カマル・ウスマン vs. ホルヘ・マスヴィダル 2   | 70万件   | ESPN+ 米国内 |
| 2020年7月12日 | UFC 251: カマル・ウスマン vs. ホルヘ・マスヴィダル     | 130万件  | ESPN+        |